# Dyspteris insignis
Dyspteris insignis là một loài bướm đêm trong họ Geometridae.